# Wolfskwint
Een wolfskwint is in de muziek een interval dat als kwint betiteld moet worden, maar zodanig van een reine kwint afwijkt dat het een schreeuwend vals interval is. Men zei daarvan: "Die Quinte heult, wie ein Wolf!" (De kwint huilt als een wolf).
Een wolfskwint kan in verschillende stemmingen ontstaan. In de gelijkzwevende stemming komt de wolfskwint niet voor.

## Pythagorische stemming
De pythagorische stemming wordt gekenmerkt door stapeling van reine kwinten. Een stapeling van 11 reine kwinten vormt, na reductie, met het octaaf een interval dat als kwint aangemerkt moet worden, maar een pythagoreïsch komma daarvan afwijkt. De frequentieverhouding is:
{\displaystyle {\frac {2^{7}}{\left({\frac {3}{2}}\right)^{11}}}={\frac {2^{18}}{3^{11}}}={\frac {262144}{177147}}\approx 1{,}479810553}
in plaats van 1,5. In cents uitgedrukt is het interval 678,50 cents en dus 24 cents lager dan een reine kwint, zodat het schreeuwend vals is.
De berekening luidt: een toonafstand van
7 octaven = 7×1200 = 8400 cent
11 reine kwinten = 11×701,955 = 7721,5 cents
Het verschil is dus: 8400 - 7721,5 = 678,5 cents.

## Middentoonstemming
In de 1/4-middentoonstemming vormen 4 gestapelde kwinten een reine grote terts. Een kwint in die stemming is dus met een kwart van een didymisch komma verkleind van 1,5 tot:
{\displaystyle {\sqrt[{4}]{5}}=1,495348781...}
Nu levert stapeling van 11 kwinten, na reductie, met het octaaf een wolfskwint van:
{\displaystyle 2^{7}/({\sqrt[{4}]{5}})^{11}=1,531237}
in plaats van 1,5. In cents uitgedrukt is het interval 737,64 cents en dus 35 cents hoger dan een reine kwint, wat bijzonder vals is.
De berekening luidt: een toonafstand van
7 octaven = 7 × 1200 = 8400 cents
11 middentoonkwinten = 11 × 696,58 = 7662,36 cents
Het verschil is dus: 8400 - 7662,36 = 737,64 cents.